# جوائز أفلام التنين الأزرق
جوائز أفلام التنين الأزرق (هانغل: 청룡영화상) هو حفل لتوزيع الجوائز الفنية الأكثر شعبية في كوريا جنبا إلى جنب مع جوائز الناقوس الكبرى. يعقد الحفل سنويا لتكريم الأفلام المتميزة بلوك باستر والشعبية ذات القيمة الفنية العالية في سينما كورية الجنوبية والتي تم إصدارها خلال العام الماضي. تقدم الجوائز من قبل Sports Chosun (علامة تجارية شقيقة لـ صحيفة تشوسون إلبو)
أثناء عملية الاختيار، يتم عرض حوالي أربعين فيلمًا مشاركا في القائمة النهائية على الجمهور مجانًا. بعدها يفتتح حفل توزيع الجوائز.